# Callac
Callac (bretonska: Kallag) är en kommun i departementet Côtes-d'Armor i regionen Bretagne i nordvästra Frankrike. Kommunen ligger i kantonen Callac som tillhör arrondissementet Guingamp. År 2022 hade Callac 2 274 invånare.

## Befolkningsutveckling
Antalet invånare i kommunen Callac
Referens:INSEE